# Fulgoridiidae
De Fulgoridiidae zijn een familie van uitgestorven insecten die behoren tot de onderorde cicaden (Auchenorrhyncha). 

## Taxonomie
- Aulieezidium Szwedo 2009 Karabastauformatie, Kazachstan, Oxfordien
- Cixiites Handlirsch 1906 Groene serie, Duitsland, Toarcien
- Compactofulgoridium Bode 1953 Posidoniaschalie, Duitsland, Toarcien
- Conofulgoridium Bode 1953 Posidoniaschalie, Duitsland, Toarcien
- Elasmoscelidium Martynov 1926 Posidoniaschalie, Duitsland, Toarcien Karabastauformatie, Kazachstan, Oxfordien
- Eofulgoridium Martynov 1937 Kyzyl-Kiya, Kirgizië, Pliensbachien, Sangongheformatie, China, Toarcien
- Elasmoscelidium Martynov 1926 Posidoniaschalie, Duitsland, Toarcien Karabastauformatie, Kazachstan, Oxfordien
- Fenghuangor Li en Szwedo 2011 Daohugou, China, Callovien
- Fulgoridiella Becker-Migdisova 1962 Dzhilformatie, Kirgizië, Hettangien
- Fulgoridium Handlirsch 1906 Posidoniaschalie, Green Series, Duitsland, Toarcien
- Fulgoridulum Handlirsch 1939 Posidoniaschalie, Green Series, Duitsland, Toarcien, Beacon Limestoneformatie, Verenigd Koninkrijk, Toarcien
- Fulgoropsis Martynov 1937 Kyzyl-Kiya, Kirgizië, Pliensbachien
- Margaroptilon Handlirsch 1906 Posidoniaschalie, Green Series, Duitsland, Toarcien, Whitby Mudstone, Verenigd Koninkrijk, Toarcien
- Mesocixiella Fennahi Whalley 1985 Charmouth Mudstoneformatie, Verenigd Koninkrijk, Sinemurien
- Metafulgoridium Handlirsch 1939 Posidoniaschalie, Green Series, Duitsland, Toarcien
- Parafulgoridium Handlirsch 1939 Green Series, Duitsland, Toarcien
- Procerofulgoridium Bode 1953 Posidoniaschalie, Duitsland, Toarcien
- Productofulgoridium Bode 1953 Posidoniaschalie, Duitsland, Toarcien
- Stonymetopus Poinar, Brown & Bourgoin 2022 Birmese amber, Myanmar, Krijt (Albien of Cenomanien)
- Tetrafulgoria Doweld 2013 (= Tetragonidium Bode 1953) Posidoniaschalie, Duitsland, Toarcien
- Valvifulgoria Lin 1986 Shitiformatie, China, Bajocien